# Điểm kiểm soát chu kỳ tế bào

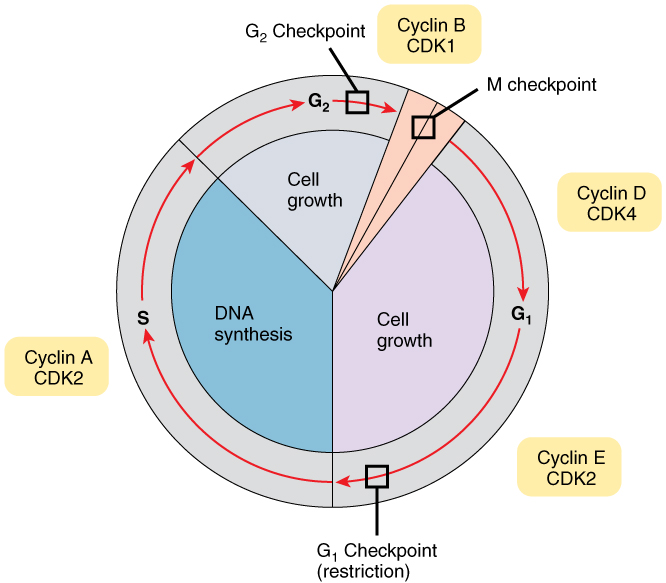
Chu kỳ tế bào. Điểm kiểm soát giới hạn nằm giữa pha G_{1} và pha S của gian kỳ. Điểm kiểm soát G_{2}-M nằm giữa pha G_{2} và pha M. Điểm kiểm soát thoi vô sắc xảy ra giữa pha M. Mối liên quan của các yếu tố cyclin với mỗi pha.

Điểm kiểm soát chu kỳ tế bào là các cơ chế kiểm soát trong tế bào có chức năng đảm bảo sự chính xác của quá trình phân bào trong các tế bào sinh vật nhân chuẩn. Các điểm kiểm soát này sẽ kiểm tra sự tiến triển của các pha trong chu kỳ tế bào có được hoàn tất một cách chính xác hay không trước khi bước sang pha tiếp theo. Nếu cơ chế kiểm soát phát hiện ra các sai sót, các vấn đề xảy ra trong tế bào hoặc ngoài tế bào, chúng sẽ chặn chu kỳ tế bào ngay tại điểm kiểm soát và ngăn không cho tế bào tiến vào giai đoạn tiếp theo của chu kỳ trước khi các vấn đề được giải quyết. Có nhiều điểm kiểm soát trong chu kỳ tế bào, nhưng có ba điểm chính là: điểm kiểm soát G1, còn gọi là điểm kiểm soát khởi đầu hoặc điểm kiểm soát giới hạn; điểm kiểm soát G2/M và điểm kiểm soát chuyển tiếp kỳ giữa-kỳ sau, còn gọi là điểm kiểm soát thoi vô sắc. Hoạt động của các điểm kiểm soát được quyết định phần nhiều nhờ hoạt động của các kinase phụ thuộc cyclin điều hòa bởi các tiểu phần protein là các cyclin, mỗi dạng cyclin khác nhau được tạo ra ở mỗi giai đoạn khác nhau của chu kỳ tế bào và kiểm soát các sự kiện trong giai đoạn đó.

## Chức năng
Tất cả các cơ thể sống là sản phẩm của quá trình tăng trưởng và nhân đôi lặp đi lặp lại của tế bào. Trong chu kỳ tế bào, một tế bào nhân đôi và phân chia thành hai tế bào. Mục đích của quá trình này là nhân đôi một cách chính xác bộ DNA của sinh vật và phân chia thành phần tế bào cho hai tế bào. Ở sinh vật nhân thực, chu trình tế bào bao gồm 4 giai đoạn chính: G1, tế bào chuyển hóa và tăng trưởng liên tục; pha S, nhân đôi DNA; G2, tế bào tiếp tục tăng trưởng và tổng hợp protein khác nhau chuẩn bị cho phân chia; và pha M (nguyên phân), cặp nhiễm sắc thể kép (còn gọi là cặp nhiễm sắc thể chị em) chia thành hai nhân con và tế bào cũng phân chia thành hai tế bào con, mỗi tế bào có một bản DNA hoàn chỉnh giống tế bào ban đầu. So với chu kỳ tế bào của sinh vật nhân thực, chu kỳ tế bào của sinh vật nhân sơ diễn ra khá nhanh và đơn giản: nhiễm sắc thể nhân đôi, hình thành màng mới và vách tế bào tạo thành vách ngăn chia tế bào thành hai nửa.
Do chu kỳ tế bào nhân thực là một quá trình phức tạp, sinh vật nhân thực hình thành nhiều protein kiểm soát được gọi là hệ thống kiểm soát chu kỳ tế bào, kiểm soát và điều khiển sự phát triển của tế bào thông qua chu kỳ tế bào. Hệ thống này hoạt động như một chiếc đồng hồ thiết lập một khoảng thời gian nhất định cho tế bào trong mỗi pha của chu kỳ tế bào, đồng thời nó cũng đáp ứng với các thông tin nhận được từ các quá trình kiểm soát. Các điểm kiểm soát miễn dịch đóng vai trò quan trọng trong hệ thống kiểm soát bằng cách nhận diện các sai hỏng xảy ra ở các quá trình như tái bản DNA hoặc phân ly nhiễm sắc thể. Khi các sai hỏng được nhận diện thì điểm kiểm soát sẽ sử dụng cơ chế tín hiệu để ngừng chu kỳ tế bào cho đến khi các sai hỏng được khắc phục hoặc nếu không khắc phục được thì kích hoạt cơ chế tự hủy tế bào theo chương trình hay còn được gọi là chết tế bào theo chương trình (cơ chế phản ứng). Tất cả các điểm kiểm soát sai hỏng về DNA đều sử dụng cơ chế nhận diện-tín hiệu-phản ứng như vậy.

Một chức năng quan trọng của nhiều điểm kiểm soát là để kiểm soát các sai hỏng về DNA - các sai hỏng này được nhận biết bằng các cơ chế nhận diện.
Tuy nhiên trong phần lớn các tế bào, cơ chế kiểm soát này có những phản ứng đối với các thông tin chúng nhận được trong chu kỳ tế bào và qua đó điều chỉnh thời gian các pha của chu kỳ để tế bào có đủ thời gian sửa chữa sai hỏng và chuẩn bị cho pha kế tiếp. Chu kỳ tế bào hiện nay được mô tả như một chuỗi đôminô: pha trước của chu kỳ phải hoàn tất trước khi pha sau diễn ra. Các điểm kiểm soát chu kỳ tế bào được cấu thành bởi các enzyme kinase và các protein tiếp hợp, tất cả chúng đóng vai trò trọng yếu trong việc duy trì sự thống nhất của quá trình phân bào.
Trong phần lớn các tế bào nhân chuẩn, một chu kỳ tế bào có ba điểm kiểm soát chính. Ở cuối pha G1 có một điểm kiểm soát mang tên điểm giới hạn (restriction point hay restriction checkpoint - RP) hay điểm bắt đầu, tại đó tế bào tiến vào pha S và bắt đầu quá trình tự nhân đôi DNA. Điểm thứ hai là điểm kiểm soát G2/M. tại đây cơ chế kiểm soát kích hoạt các sự kiện sớm của quá trình nguyên phân dẫn tới sự sắp xếp của các nhiễm sắc thể trên thoi vô sắc. Điểm kiểm soát thứ ba là điểm chuyển tiếp kỳ giữa-kỳ sau, tại đây hệ thống kiểm soát kích hoạt sự chia tách của các nhiễm sắc tử chị em trong các nhiễm sắc thể kép. Cơ chế chính của các điểm kiểm soát chu kỳ tế bào là điều hòa hoạt động của các protein kinase có tên là cyclin-dependent kinase (CDKs), gắn vào các nhóm protein điều hòa khác nhau gọi là các cyclin, hình thành phức hợp cyclin-CDK và hoạt hóa các pha khác nhau của chu kỳ tế bào. Đến lượt mình, phức hợp này hoạt hóa các đích phía sau từ đó kích thích hoặc ngăn chặn quá trình chu kỳ tế bào.

## Điểm giới hạn
Điểm kiểm soát đầu tiên của chu kỳ tế bào nằm ở cuối pha G1 và trước pha S. Điểm kiểm soát này đóng vai trò then chốt trong việc quyết định xem tế bào sẽ tiếp tục phân chia hay không. Nhiều tế bào không qua được điểm giới hạn và vì vậy tiến vào trạng thái "nghỉ" ở pha G0. Ví dụ như tế bào gan tham gia vào pha nguyên phân chỉ một hay hai lần trong một năm. Điểm giới hạn là nơi mà chu kỳ của các tế bào nhân chuẩn bị chặn nếu các điều kiện môi trường không thích hợp cho việc phân bào hay nếu tế bào phải vào pha G0 thêm một thời gian nữa. Trong khi ở động vật, điểm này mang tên "điểm giới hạn" thì ở nấm men chúng được đặt tên là "điểm bắt đầu". Điểm giới hạn được điểu khiển chủ yếu bởi chất ức chế CDK p16 (CKI- p16 - CDK inhibitor p16). Protein này ức chế CDK4/6 và đảm bảo rằng chúng không thể tương tác với cyclin D1 để khiến cho chu kỳ tế bào tiếp tục. Nếu biểu hiện kích thích sinh trưởng hay kích thích ung thư của cyclin D được hoạt hóa, điểm kiểm soát này bị vượt qua vì sự gia tăng biểu hiện của cyclin D cho phép tương tác với CDK4/6 bởi cạnh tranh trong việc hình thành các liên kết. Khi phức hợp CDK4/6-CYCLIN D hình thành, chúng phosphat hóa các chất ức chế khối u ác tính ở mắt (tumour suppressor retinoblastoma - Rb) và thủ tiêu sự ức chế của các nhận tố phiên mã E2F. Thế là E2F kích hoạt sự biểu hiện của cyclin E, cyclin này sẽ tương tác với CDK2 để thúc đẩy sự chuyển tiếp giữa pha G1 với pha S.
Nói ngắn gọn, chất ức chế CDK p16 ức chế các CDK khác trong việc bám vào cyclin D. Tuy nhiên khi sự sinh trưởng của tế bào được kích thích, biểu hiện của cyclin D tăng vọt và áp đảo các p16 khiến CDK cuối cùng cũng bám được vào cyclin D và hình thành một phức hợp. Phức hợp này sẽ phosphat hóa các chất ức chế khối u ác tính ở mắt (Rb), và vì thế bất hoạt sự ức chế của chúng đối với nhân tố phiên mã E2F. E2F sẽ xúc tiến sự chuyển tiếp giữa pha G1 với pha S.

## Điểm kiểm soát G2/M
Điểm kiểm soát thứ hai của chu kỳ tế bào nằm ở cuối pha G2 và có chức năng kiểm soát sự khơi mào của pha nguyên phân hay pha M. Để vượt qua điểm kiểm soát này, tế bào phải kiểm tra một số nhân tố để đảm bảo nó đã sẵn sàng cho quá trình nguyên phân. Nếu điểm kiểm soát này được vượt qua, tế bào sẽ khơi mào nhiều quá trình cấp độ phân tử nhằm phát tín hiệu bắt đầu pha nguyên phân. Các CDK liên quan tới điểm kiểm soát này được kích hoạt bởi việc phosphat hóa CDK bởi "Nhân tố xúc tiến trưởng thành" (Maturation Promoting Factor - MPF) hay còn gọi là "Nhân tố xúc tiến nguyên phân" (Mitosis Promoting Factor - MPF).
Bản chất phân tử của điểm kiểm soát này bao hàm việc hoạt hóa một enzyme phosphatase mang tên Cdc25, enzyme này trong điều kiện thích hợp sẽ loại trừ các phosphate ức chế hiện diện trong phức hợp MPF. Tuy nhiên, DNA thường xuyên bị thương tổn và sai hỏng trước khi nguyên phân xảy ra, vì vật để ngăn chặn sự truyền những sai hỏng đó sang các tế bào con cháu thì chu kỳ tế bào của tế bào mẹ sẽ bị chặn thông qua việc hoạt hóa các Cdc25 phosphatase (thông qua phosphat hóa với các enzyme kinase khác).

## Điểm chuyển tiếp kỳ giữa-kỳ sau
Điểm kiểm soát thoi vô sắc xuất hiện trong kỳ giữa của nguyên phân khi tất cả các nhiễm sắc thể kép đã hoặc đáng nhẽ đã được sắp xếp với tâm động thẳng hàng trên mặt phẳng xích đạo và đang chịu sức căng về hai cực của tế bào truyền từ các sợi thoi vô sắc dính vào tâm động. Sức căng này sẽ được cơ chế kiểm soát nhận diện và từ đó kích hoạt kỳ sau của nguyên phân, mở đầu bằng việc hai nhiễm sắc tử chị em trong cùng một nhiễm sắc thể kép bị APC/C xúc tiến cho tách rời ra.
Cơ chế nhận diện cho đến nay vẫn chưa được tìm hiểu rõ ràng; tuy nhiên người ta đã tìm thấy một số protein trong đó có Mad2 được tâm động của nhiễm sắc thể kép triệu tập vào thời điểm này. Mad2 là một protein có vai trò ngăn chặn APC/C phân giải cohesin, và Mad2 chỉ bị bất hoạt khi tâm động được các sợi thoi vô sắc gắn kết hoàn toàn. Điều này có nghĩa là chỉ khi tất cả các tâm động được gắn kết với sợi thoi thì APC/C mới được phép hoạt động: quá trình phân giải các sợi cohesin kết nối các nhiễm sắc tử chị em diễn ra ngay sau đó và 20 phút sau thì kỳ sau của nguyên phân cũng bắt đầu.
Cơ chế nhận diện này cho phép cyclin B bị phân giải, chúng chứa một chuỗi amino acid mang tên gọi là "hộp phá hủy" (destruction box hay D-box), hộp này được phức hợp xúc tiến kỳ sau (APC/C) đánh dấu để cho các tiêu thể nhận diện và phân giải. Sự phân giải của cyclin B đảm bảo rằng chúng không thể ức chế APC/C nhờ đó các phức hợp này có thể tự do kích hoạt quá trình phân giải securin. Securin là một protein ức chế separase, một phức hợp protein có nhiệm vụ tách các nhiễm sắc tử chị em ra khỏi nhiễm sắc thể kép. Khi securin bị tiêu thể phân giải do bị đánh dấu bởi quá trình ubiquitin hóa, separase sẽ được hoạt hóa và xúc tác cho sự tách rời của các nhiễm sắc tử.

### Cước chú
1. ↑  Các tế bào không vượt qua được điểm này sẽ thoát khỏi chu kỳ tế bào và bước vào pha G0. Phần lớn các tế bào ở người bị biệt hóa hoàn toàn và nằm trong pha này.